# Liste de villes des Émirats arabes unis
Cet article présente la liste des villes des Émirats arabes unis.
| Nom             | Nom arabe  | Émirat          | Population (2010) |
| --------------- | ---------- | --------------- | ----------------- |
| Abou Dabi       | ابو ظبى    | Abou Dabi       | 599 773           |
| Al-Aïn          | العين      | Abou Dabi       | 470 328           |
| Ajman           | عجمان      | Ajman           | 238 119           |
| Charjah         | الشارقة    | Charjah         | 852 244           |
| Khor Fakkan     | خور فكان   | Charjah         | 48 325            |
| Dubaï           | دبى        | Dubaï           | 1 616 430         |
| Foudjaïrah      | الفجيرة    | Fujaïrah        | 93 673            |
| Oumm al Qaïwaïn | أم القيوين | Oumm al-Qaïwaïn | 34 637            |
| Ras el-Khaïmah  | رأس الخيمة | Ras el-Khaïmah  | 120 347           |